# Petar Mazev
Pour les articles homonymes, voir Mazev.
Petar Mazev (macédonien : Петар Мазев), né à Kavadartsi le 10 février 1927 et mort le 13 mars 1993 à Skopje, était un peintre macédonien. Il était également professeur à la faculté d'architecture de Skopje. Il a été diplômé de l'Académie des Arts de Belgrade en 1953 et il a notamment exposé aux États-Unis, en Chine, en Inde, en France, en Allemagne, en Italie et en Suisse. Il est l'auteur de tableaux, mais aussi de peintures murales, de mosaïques et de vitraux.